# The Little Ramblers
The Little Ramblers waren eine Jazz-Band der 1920er Jahre.

## Bandgeschichte
Die Little Ramblers waren eine Studioband, die in Quintett- bis Oktettbesetzung aufnahm. Sie wurde aus Mitgliedern der verwandten und größeren Formation The California Ramblers gebildet und trat gelegentlich auch live auf. In ihr spielten Mitte der 1920er Jahre später bekannt gewordene Musiker wie Red Nichols und die Brüder Jimmy und Tommy Dorsey. Den Kern der Gruppe Little Rambers bildete die Rhythmusgruppe mit dem Schlagzeuger Stan King, Pianisten Irving Brodsky, dem Banjospieler Tommy Felline und dem Pionier des Basssaxophons, Adrian Rollini; die wichtigen Solisten waren der Trompeter Chelsea Quealey, der Klarinettist/Saxophonist Bobby Davis und Rollini. Bei der ersten Session entstanden die Titel „On Deep Blue Sea“, komponiert von der Bluessängerin Clara Smith, „I'm Satisfied Beside That Sweetie Of Mine“ und, mit Scatgesang von Stan King, „Those Panama Mamas“; ein weiterer bekannter Titel der Little Ramblers war „In Your Green Hat“.
Wie auch die California Ramblers ließ Kirkeby die Little Ramblers für weitere Label unter  Pseudonymen aufnehmen; mit den Bandbezeichnungen The Goofus Five, The Five Birmingham Babies, The University Six und Varsity Eight nahmen die Little Ramblers mit gelegentlichen Personalwechseln weitere Schallplatten auf.
1926 spielten die Little Ramblers als Live-Band im Ramblers Inn unter Leitung von Rollinis Nachfolger Spencer W. Clark (1908–1998) mit Carl Kress und Lennie Hayton. Die Band, in der auch afroamerikanische Musiker wie Red Nichols, Ward Pinkett und Danny Barker arbeiteten,  wurde 1935 von Adrian Rollini reaktiviert und nahm in diesem sowie dem Folgejahr insgesamt weitere zwanzig Titel für  Victors Bluebird-Label auf.

## Diskographische Hinweise
- The Little Ramblers 1924-1927 (Timeless Records)